# Estádio Municipal Antonio Marques da Silva Mariz
Estádio Municipal Antonio Marques da Silva Mariz – stadion piłkarski, w Sousa, Paraíba, Brazylia, na którym swoje mecze rozgrywa klub Sousa Esporte Clube.